# Павук жовтий
Павук жовтий (Cheiracanthium punctorium) — вид аранеоморфних павуків родини Miturgidae.

## Поширення
Вид поширений у Центральній та Східній Європі, Західній та Середній Азії. Ареал виду розширюється, що, можливо, пов'язано з глобальним потеплінням. Наприклад у 2004 році вид зареєстрований на острові Еланд у Балтійському морі, а у 2012 році поблизу міста Штральзунд на півночі Німеччини.
В Україні вид зрідка трапляється у степовій зоні, на Закарпатті та на Прикарпатті, а у сприятливі теплі роки може спостерігатися в інших частинах країни.

## Опис

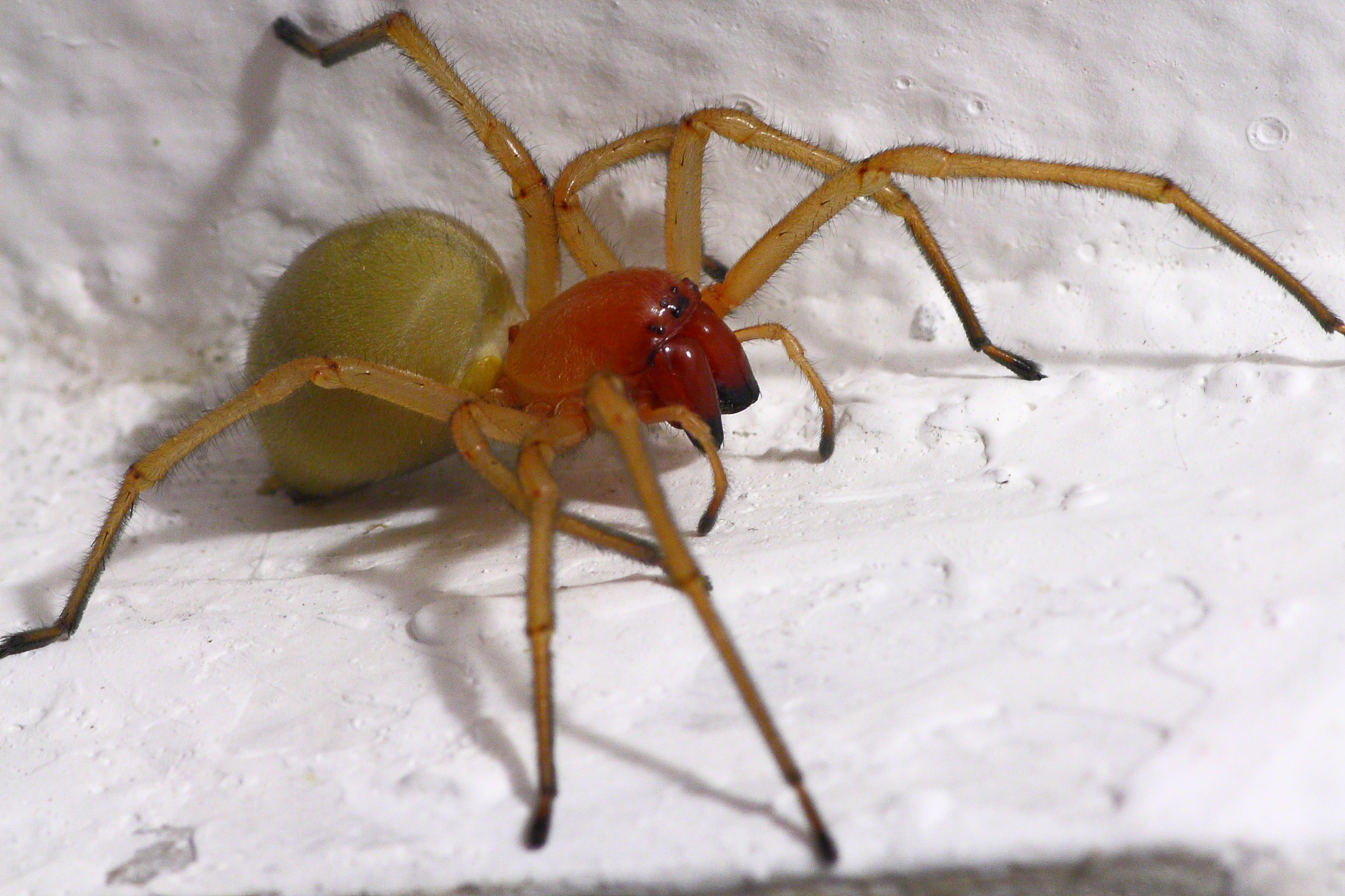

Самиця завдовжки 10-15 мм, самець — 7-12 мм. Тіло жовтого забарвлення, голова червона. Масивні хеліцери яскраво-червоного кольору, а кігтики на хеліцерах чорні.

## Отруйність
Укус павука жовтого досить болючий та схожий на укус оси. В окремих випадках отрута павука може спричинити некроз тканини, нудоту, нездужання і гарячку. Симптоми можуть тривати до трьох діб.

## Спосіб життя
Павук жовтий активний з травня по серпень. Мешкає на степових ділянках, луках, пустках з високою травою. Притулком для павука служить гніздо, яке він будує поміж листя або суцвіття злакових трав'янистих рослин. У гнізді павук переховується вдень і виходить полювати вночі або інколи похмурого дня. Гніздо самиці має щільніші та твердіші стінки. У ньому формує кокон з яйцями. До кінця літа самиці гинуть. Зимує молодь.